# Шаретон, Жан-Жозеф
Жан-Жозеф Шаретон (фр. Jean-Joseph Veye de Chareton; 1813—1878) — французский военачальник и политик.

## Биография
Жан-Жозеф Шаретон родился 8 июля 1813 года в городе Монтелимаре во французском департаменте Дром региона Рона — Альпы. В столице поступил в Политехническую школу, которую успешно окончил в октябре 1834 года в звании младшего лейтенанта.
В 1836 году получил чин лейтенанта, ещё четыре года спустя капитана, а в 1853 году стал командиром эскадрона. Участвовал в африканских кампаниях и в Крымской войне, был дважды ранен. За боевые заслуги под Севастополем ему было пожаловано очередное воинское звание. Он работал над фортификационными укреплениями в Лионе, Гренобле и Тулоне. В 1861 году получил звание полковника.
Во время франко-прусской войны был взят в плен битве при Седане. В 1871 году был избран депутатом в национальное собрание Франции, хотя в то время еще не вернулся из плена, а вскоре после этого (24 апреля), был повышен до бригадного генерала.
В собрании он принадлежал к сторонникам республиканского правления и работал преимущественно над вопросом о реорганизации вооружённых сил Франции. В 1875 году Шаретон был избран в число пожизненных сенаторов.
Жан-Жозеф Шаретон скончался 14 июня 1878 года в городе Париже.

## Избранная библиография
- «Projet de réorganisation de l’état militaire de la France» (Париж, 1871)